# Dis (muziek)
Dis is een met een halve toonafstand verhoogde stamtoon D. In de gelijkzwevende stemming is het dezelfde toon als de Es (E♭), een met een halve toon verlaagde E. De Dis wordt geschreven als D♯ of in eenvoudige typografie als D#. In de van de stamtonen afgeleide (majeur) toonladders komt de toon Dis voor het eerst voor als leidtoon in de toonladder van E, die vier kruisen heeft. De verhouding van de frequenties van de grondtoon E en de leidtoon Dis is in de reine stemming 8:15. 

## Octavering in de gelijkzwevende stemming
In de onderstaande tabel staan de frequenties in de gelijkzwevende stemming van de Dis in de verschillende octaven, gebaseerd op een frequentie van 440 Hz voor de kamertoon A. In elk lager octaaf is de frequentie de helft van de frequentie in het bovenliggende octaaf.
| Musicologische notatie | Helmholtznotatie | Octaafnaam           | Frequentie (Hz) |
| ---------------------- | ---------------- | -------------------- | --------------- |
| D♯-1                   | D♯,,,            | Subsubcontra-octaaf  | 9.723           |
| D♯0                    | D♯,,             | Subcontra-octaaf     | 19.445          |
| D♯1                    | D♯,              | Contra-octaaf        | 38.891          |
| D♯2                    | D♯               | Groot-octaaf         | 77.782          |
| D♯3                    | d♯               | Klein-octaaf         | 155.563         |
| D♯4                    | d♯′              | Eengestreept octaaf  | 311.127         |
| D♯5                    | d♯′′             | Tweegestreept octaaf | 622.254         |
| D♯6                    | d♯′′′            | Driegestreept octaaf | 1244.508        |
| D♯7                    | d♯′′′′           | Viergestreept octaaf | 2489.016        |
| D♯8                    | d♯′′′′′          | Vijfgestreept octaaf | 4978.032        |
| D♯9                    | d♯′′′′′′         | Zesgestreept octaaf  | 9956.063        |

## In muzieknotatie

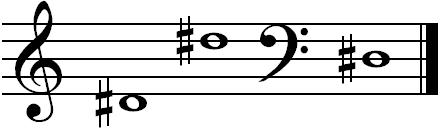
Notatie van de Dis